# Bahnstrecke Bayreuth–Hollfeld
| Gleisrest an der Jakobstraße in Bayreuth |                                                            |                                  |                                  |
| |                                                            |                                  |                                  |
| Streckennummer: | 5002                                                       |                                  |                                  |
| Kursbuchstrecke (DB): | ehemals 842                                                |                                  |                                  |
| Kursbuchstrecke: | 421h (1946) 421g (Abzw Kreuzstein –Bayreuth-Altstadt 1946) |                                  |                                  |
| Streckenlänge: | 31,1 km                                                    |                                  |                                  |
| Spurweite: | 1435 mm (Normalspur)                                       |                                  |                                  |
| Maximale Neigung: | 19,2 ‰                                                     |                                  |                                  |
| Minimaler Radius: | 250 m                                                      |                                  |                                  |
| |                                                            |                                  |                                  |
| \| \| \| von Bayreuth Hbf \| \| \| \| 1,70 \| Abzw Kreuzstein \| Abzw Kreuzstein \| \| \| \| nach Schnabelwaid \| \| \| \| 1,90 \| Bundesstraße 2 und 85 \| Bundesstraße 2 und 85 \| \| \| 1,97 \| Kreuzstein \| Kreuzstein \| \| \| \| Anst Tanklager / Schrottplatz \| \| \| \| \| Tappert und Sendelbach \| \| \| \| \| Universitätsstraße \| \| \| \| 2,60 \| Anst Gaswerk \| Anst Gaswerk \| \| \| 2,70 \| (Universität – nicht realisiert) \| (Universität – nicht realisiert) \| \| \| \| Unisee (nach 1970) \| \| \| \| \| Klopstockstraße \| \| \| \| \| Aubach \| \| \| \| \| Pottensteiner Straße \| \| \| \| 3,70 \| Röhrensee \| Röhrensee \| \| \| 4,10 \| Anst BayWa \| Anst BayWa \| \| \| \| Ludwig-Thoma-Straße \| \| \| \| 4,30 \| Anst Sägewerk \| Anst Sägewerk \| \| \| 4,70 \| Anst Lagerhäuser \| Anst Lagerhäuser \| \| \| 5,33 \| Bayreuth Altstadt \| Bayreuth Altstadt \| \| \| \| Adolf-Wächter-Straße \| \| \| \| \| über Thurnau nach Kulmbach \| \| \| \| \| Mistelbach \| \| \| \| 5,80 \| Anst Ziegeleien \| Anst Ziegeleien \| \| \| 6,90 \| Fantaisie-Eckersdorf (seit 1907) \| Fantaisie-Eckersdorf (seit 1907) \| \| \| 9,40 \| Mistelbach \| Mistelbach \| \| \| 11,60 \| Pittersdorf \| Pittersdorf \| \| \| 14,80 \| Mistelgau \| Mistelgau \| \| \| 17,20 \| Frankenhaag \| Frankenhaag \| \| \| 20,70 \| Obernsees \| Obernsees \| \| \| 22,10 \| Truppach \| Truppach \| \| \| 24,80 \| Plankenfels \| Plankenfels \| \| \| \| alte Bundesstraße \| \| \| \| 27,20 \| Wadendorf \| Wadendorf \| \| \| 29,40 \| Stechendorf-Welkendorf \| Stechendorf-Welkendorf \| \| \| 31,10 \| Moggendorf \| Moggendorf \| \| \| 32,70 \| Hollfeld \| Hollfeld \| \| \| \| \| \| \| Quellen: [1] \| \| \| \| |                                                            |                                  |                                  |
| Strecke |                                                            | von Bayreuth Hbf                 | von Bayreuth Hbf                 |
| ehemalige Blockstelle | 1,70                                                       | Abzw Kreuzstein                  | Abzw Kreuzstein                  |
| Abzweig ehemals geradeaus und nach links |                                                            | nach Schnabelwaid                | nach Schnabelwaid                |
| Bahnübergang (Strecke außer Betrieb) | 1,90                                                       | Bundesstraße 2 und 85            | Bundesstraße 2 und 85            |
| Bahnhof (Strecke außer Betrieb) | 1,97                                                       | Kreuzstein                       | Kreuzstein                       |
| Abzweig geradeaus und nach links (Strecke außer Betrieb) |                                                            | Anst Tanklager / Schrottplatz    | Anst Tanklager / Schrottplatz    |
| Brücke über Wasserlauf (Strecke außer Betrieb) |                                                            | Tappert und Sendelbach           | Tappert und Sendelbach           |
| Strecke mit Straßenbrücke (Strecke außer Betrieb) |                                                            | Universitätsstraße               | Universitätsstraße               |
| Abzweig geradeaus und nach rechts (Strecke außer Betrieb) | 2,60                                                       | Anst Gaswerk                     | Anst Gaswerk                     |
| Haltepunkt / Haltestelle (Strecke außer Betrieb) | 2,70                                                       | (Universität – nicht realisiert) | (Universität – nicht realisiert) |
| Brücke über Wasserlauf (Strecke außer Betrieb) |                                                            | Unisee (nach 1970)               | Unisee (nach 1970)               |
| Strecke mit Straßenbrücke (Strecke außer Betrieb) |                                                            | Klopstockstraße                  | Klopstockstraße                  |
| Brücke über Wasserlauf (Strecke außer Betrieb) |                                                            | Aubach                           | Aubach                           |
| Bahnübergang (Strecke außer Betrieb) |                                                            | Pottensteiner Straße             | Pottensteiner Straße             |
| Haltepunkt / Haltestelle (Strecke außer Betrieb) | 3,70                                                       | Röhrensee                        | Röhrensee                        |
| Abzweig geradeaus und von rechts (Strecke außer Betrieb) | 4,10                                                       | Anst BayWa                       | Anst BayWa                       |
| Strecke mit Straßenbrücke (Strecke außer Betrieb) |                                                            | Ludwig-Thoma-Straße              | Ludwig-Thoma-Straße              |
| Abzweig geradeaus und von rechts (Strecke außer Betrieb) | 4,30                                                       | Anst Sägewerk                    | Anst Sägewerk                    |
| Abzweig geradeaus und von rechts (Strecke außer Betrieb) | 4,70                                                       | Anst Lagerhäuser                 | Anst Lagerhäuser                 |
| Bahnhof (Strecke außer Betrieb) | 5,33                                                       | Bayreuth Altstadt                | Bayreuth Altstadt                |
| Bahnübergang (Strecke außer Betrieb) |                                                            | Adolf-Wächter-Straße             | Adolf-Wächter-Straße             |
| Abzweig geradeaus und nach rechts (Strecke außer Betrieb) |                                                            | über Thurnau nach Kulmbach       | über Thurnau nach Kulmbach       |
| Brücke über Wasserlauf (Strecke außer Betrieb) |                                                            | Mistelbach                       | Mistelbach                       |
| Abzweig geradeaus und nach rechts (Strecke außer Betrieb) | 5,80                                                       | Anst Ziegeleien                  | Anst Ziegeleien                  |
| Haltepunkt / Haltestelle (Strecke außer Betrieb) | 6,90                                                       | Fantaisie-Eckersdorf (seit 1907) | Fantaisie-Eckersdorf (seit 1907) |
| Bahnhof (Strecke außer Betrieb) | 9,40                                                       | Mistelbach                       | Mistelbach                       |
| Haltepunkt / Haltestelle (Strecke außer Betrieb) | 11,60                                                      | Pittersdorf                      | Pittersdorf                      |
| Bahnhof (Strecke außer Betrieb) | 14,80                                                      | Mistelgau                        | Mistelgau                        |
| Haltepunkt / Haltestelle (Strecke außer Betrieb) | 17,20                                                      | Frankenhaag                      | Frankenhaag                      |
| Bahnhof (Strecke außer Betrieb) | 20,70                                                      | Obernsees                        | Obernsees                        |
| Haltepunkt / Haltestelle (Strecke außer Betrieb) | 22,10                                                      | Truppach                         | Truppach                         |
| Bahnhof (Strecke außer Betrieb) | 24,80                                                      | Plankenfels                      | Plankenfels                      |
| Brücke (Strecke außer Betrieb) |                                                            | alte Bundesstraße                | alte Bundesstraße                |
| Haltepunkt / Haltestelle (Strecke außer Betrieb) | 27,20                                                      | Wadendorf                        | Wadendorf                        |
| Haltepunkt / Haltestelle (Strecke außer Betrieb) | 29,40                                                      | Stechendorf-Welkendorf           | Stechendorf-Welkendorf           |
| Haltepunkt / Haltestelle (Strecke außer Betrieb) | 31,10                                                      | Moggendorf                       | Moggendorf                       |
| Kopfbahnhof Streckenende (Strecke außer Betrieb) | 32,70                                                      | Hollfeld                         | Hollfeld                         |
| |                                                            |                                  |                                  |
| Quellen: |                                                            |                                  |                                  |

Die Bahnstrecke Bayreuth–Hollfeld war eine Nebenbahn in Bayern. Sie zweigte in Bayreuth am Abzweig Kreuzstein aus der Bahnstrecke Schnabelwaid–Bayreuth ab und führte nach Hollfeld in der nördlichen Fränkischen Schweiz.

## Geschichte

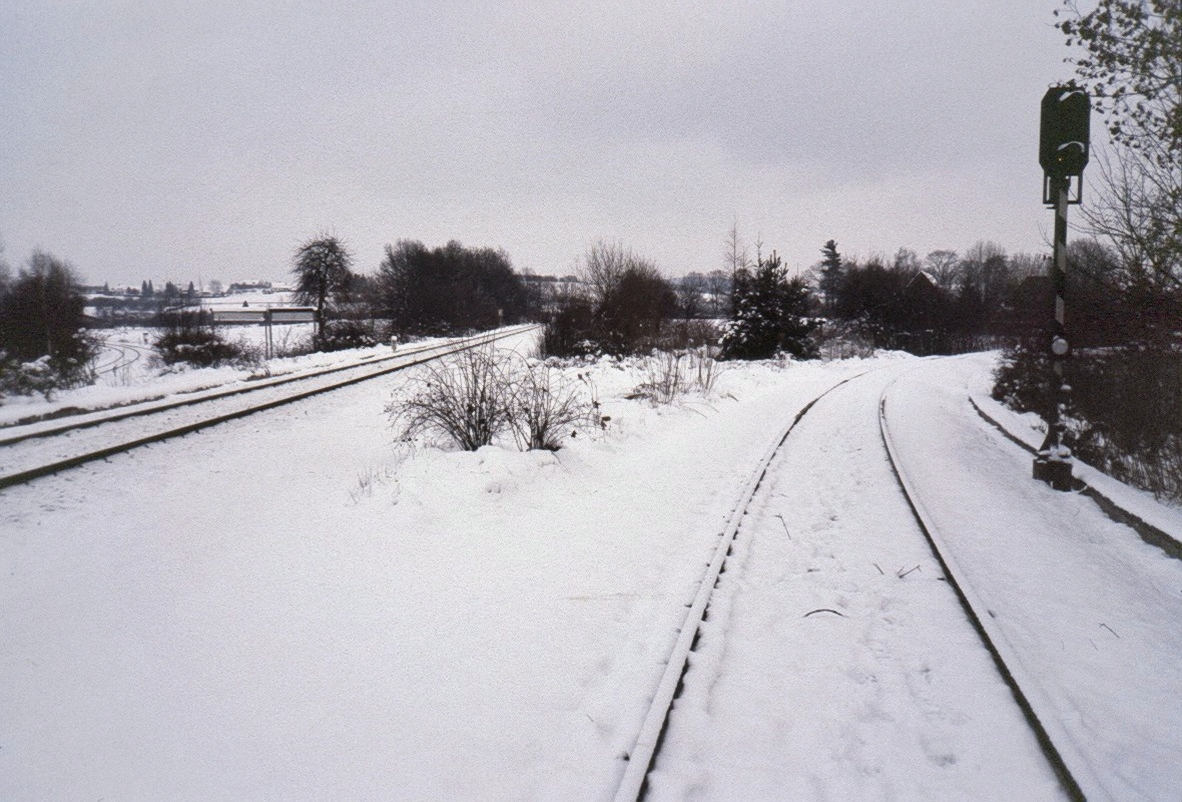
Abzweig Kreuzstein (links die Strecke nach Weiden, Mitte nach Schnabelwaid, rechts nach Hollfeld und Thurnau), 1986

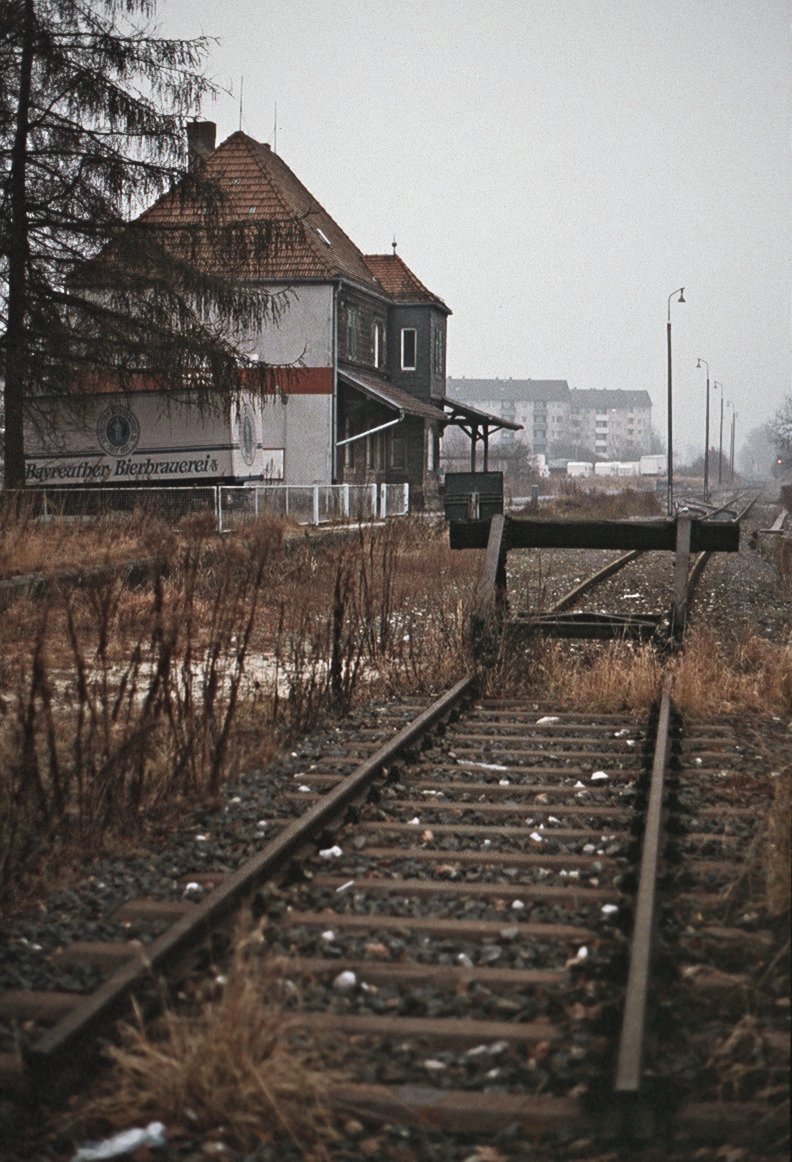
Bahnhof Bayreuth Altstadt vom ehem. Gleis nach Hollfeld aus gesehen, die „Sommerhalle“ westlich des Empfangsgebäudes wurde bereits vor 1976 entfernt, 1987

Endbahnhof Hollfeld kurz vor der Inbetriebnahme

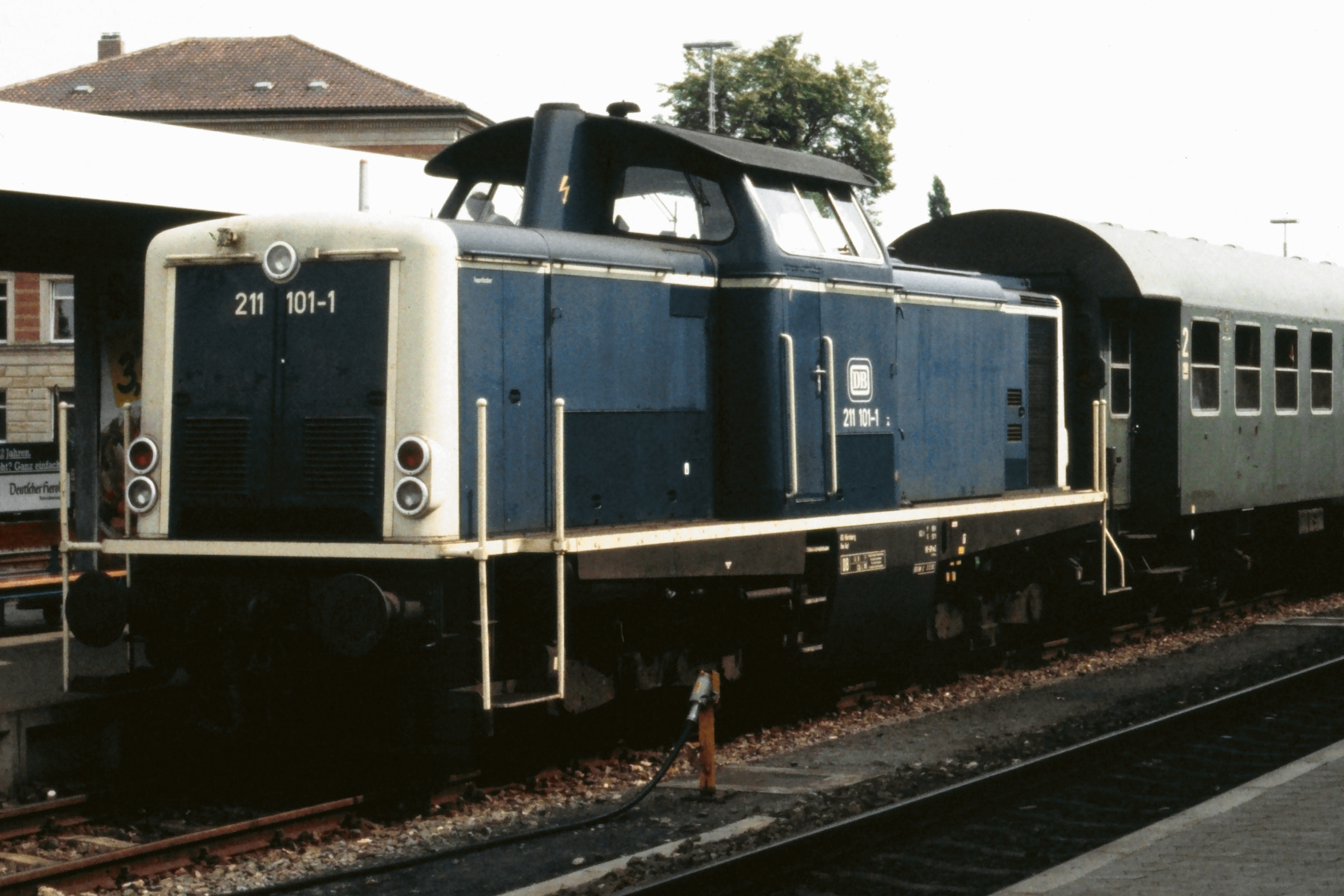
V 100 (211 101) mit Umbauwagen im Hauptbahnhof Bayreuth, 1986

### Baugeschichte
Die Planungen für den Bau dieser Strecke gehen in die 1860er Jahre zurück. Ursprünglich war eine längere Strecke geplant, im Westen über Forchheim–Höchstadt bis Rothenburg ob der Tauber, im Osten bis ins Fichtelgebirge. Auch über eine Verbindung nach Bamberg über Scheßlitz wurde nachgedacht. Aus Kostengründen (schwierige topografische Verhältnisse) wurde nur die oben genannte Strecke realisiert.
Nachdem sich der Distriktrat von Hollfeld am 24. Oktober 1887 mit einer Bitte zur Planung der Nebenbahn an das Staatsministerium des Königlichen Hauses und des Äußeren wandte, wurden die Planungen konkret. Das Eisenbahnkomitee Bayreuth-Plankenfels sagte am 23. Juli 1892 die Übernahme der Projektierungskosten zu.
Der Bau erfolgte von 1902 bis 1904, neben deutschen und böhmischen Arbeitern waren vor allem italienische Arbeiter aus den Provinzen Feltre und Udine beteiligt.

### Verkehr
Am 12. März 1904 wurde die Strecke eröffnet, mit der Aufnahme des Bahnbetriebs wurde die Pferdepostlinie Bayreuth–Waischenfeld eingestellt. Die Fahrzeit für die knapp 33 Kilometer lange Strecke betrug zunächst zwei Stunden, anfangs waren nur drei Zugpaare pro Tag unterwegs. Die Güterzüge beförderten Lang- und Grubenholz, die Brauerei Maisel in Obernsees schickte ihr Bier per Bahn bis nach Sachsen. Am 7. Juli 1924 kam es am Bahnübergang Röhrensee in Bayreuth zu einem Zugunglück mit vier Toten.

### Fahrzeuge
In der Länderbahnzeit (bis 1920) und der Epoche der DRG waren in Bayreuth bayerische Lokalbahnlokomotiven der Baureihen D VII, D VIII und D XI stationiert. Im Übergabeverkehr kam auch die Baureihe D II auf die Strecke. Dampfgetriebene Motorlokomotiven der Baureihe ML 2/2 waren bis in die 1920er Jahre in Thurnau stationiert und verkehrten somit zumindest auf den ersten Kilometern der Strecke vom Hauptbahnhof bis Bayreuth Altstadt. Etwa ab 1929 wurde die Baureihe 98.10 in Bayreuth heimisch und auf allen drei Nebenbahnen eingesetzt. 1949 wurde sie durch die Baureihe 98.11 ersetzt, die mit der Baureihe 64 bis zum Ende des Dampfbetriebs die Strecke befuhr.
Mit den Schienenbussen VT 95 setzte in den 1950er Jahren die „Verdieselung“ ein, später löste die Baureihe V 100 die Dampflokomotiven ab. Im Übergabeverkehr kamen auch Rangierlokomotiven der Typen Köf II, Köf III und V 60 auf die Strecke. Gegen Ende des Betriebs verkehrten planmäßig Triebzüge der Baureihen VT 24 und 614, auch ein für eine dänische Privatbahn gebauter Doppeltriebwagen (DUEWAG-Triebwagen des Typs Ym) kam 1968/69 zur Erprobung im regulären Verkehr in den Einsatz.

## Streckenbeschreibung
Die exakte Länge der Strecke (Mitten der Betriebsgebäude der Endstationen) betrug 32,73 km (Luftlinie 20,5 km). Der Hauptbahnhof Bayreuth liegt 343,72 m über dem Meeresspiegel, die Endstation Hollfeld war 41,58 m höher. Der höchste Punkt der Strecke lag zwischen Pittersdorf und Mistelgau (439,82 m), der nach dem Abzweig Kreuzstein niedrigste an der Brücke über den Sendelbach (346,90 m). Der kleinste Bogenhalbmesser betrug 250 m, die größte Steigung war 19,2 ‰ (zwischen Plankenfels und Wadendorf).
Von Bayreuth Hbf bis zur Abzweigstelle Kreuzstein nutzten die Züge die Bahnstrecke Schnabelwaid–Bayreuth in beiden Richtungen. Die ebenfalls eingleisige Hauptbahn nach Kirchenlaibach verläuft bis dorthin  parallel, so dass in diesem Abschnitt fälschlicherweise der Eindruck einer zweigleisigen Bahnstrecke entstehen kann.

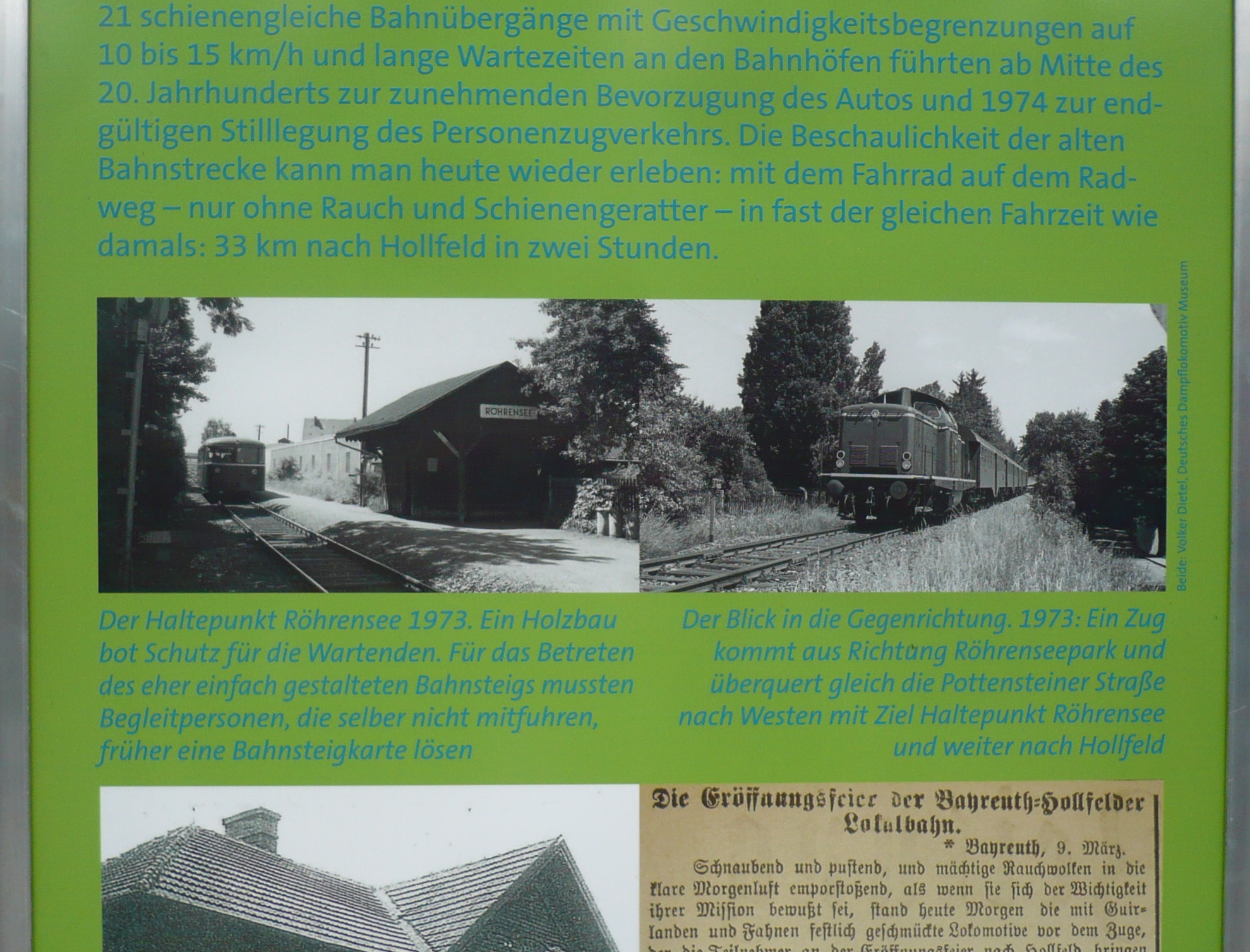
Ausschnitt einer Infotafel nahe dem ehemaligen Haltepunkt Röhrensee

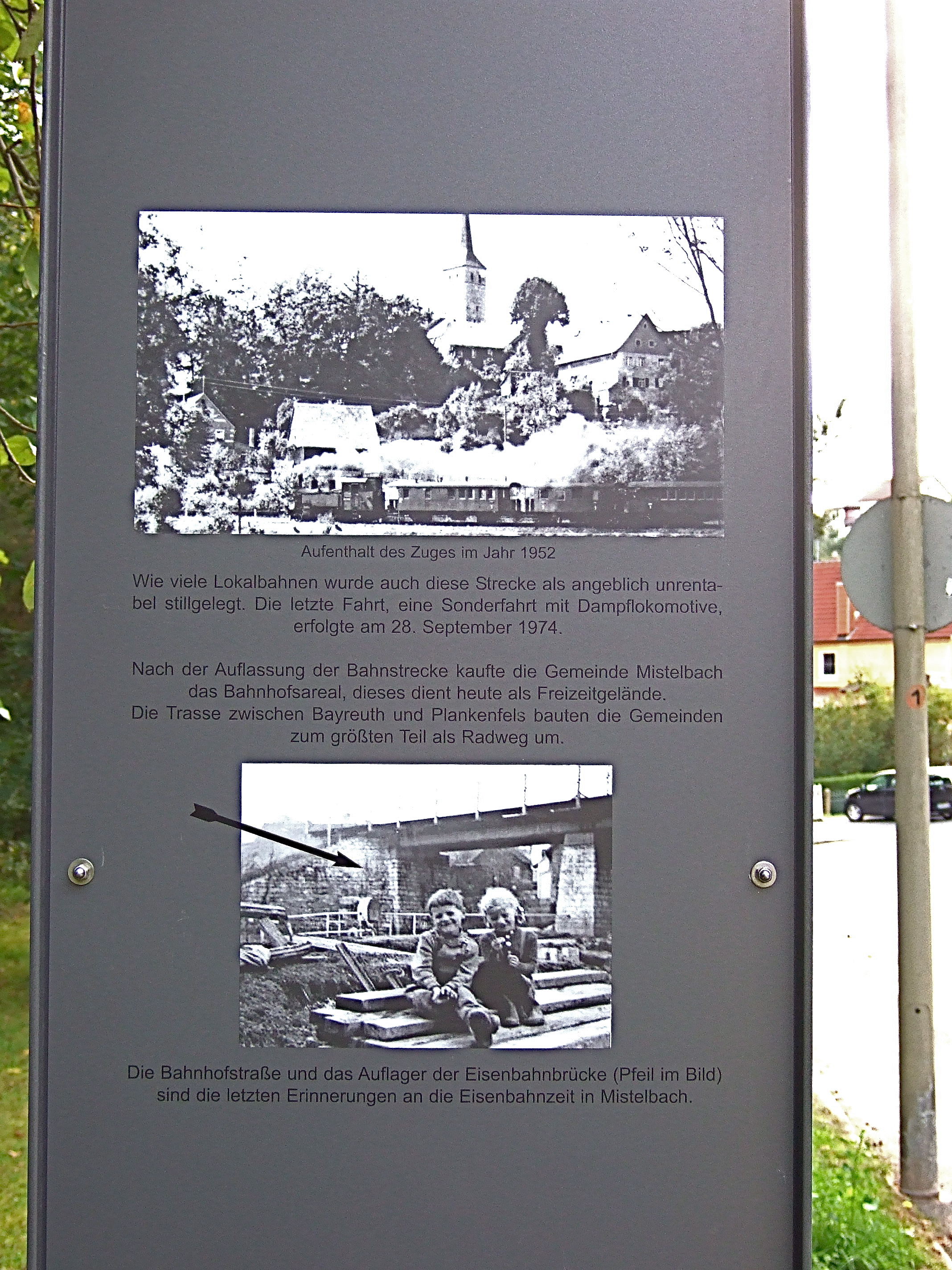
Infostele am ehemaligen Bahnhof Mistelbach, Zug mit Lok der Baureihe 98.11

Bayreuth Altstadt: Brücke über den Mistelbach (im Hintergrund Brücke der Bahn nach Thurnau), ca. 1907

Die als Haltestelle in Betrieb genommene Station Kreuzstein wurde durch Erweiterung der Gleisanlagen später zum Bahnhof aufgewertet, blieb aber unbesetzt. Dort gab es ein Anschlussgleis zu einem Tanklager, einem Schrottplatz und weiteren Firmen. Das Gaswerk der Bayreuther Stadtwerke südlich des Hofgartens hatte ebenfalls einen eigenen Gleisanschluss. Dieses Anschlussgleis zweigte im Bereich der heutigen Universität, westlich der  Universitätsstraße in einem engen Gleisbogen nach rechts vom Streckengleis ab. Es verlief dann zunächst in nördlicher Richtung, bog im Bereich der Brücke über den Sendelbach nach Westen und erreichte nach ca. 800 Metern nach Überqueren der Birkenstraße das Betriebsgelände. In den ersten Jahren wurden die Waggons von den Lokomotiven auf der ganzen Strecke und durch ein Tor ins Gaswerkgebäude geschoben. Etwa 1960 wurde östlich der Birkenstraße eine Gleisanlage zum Abstellen und Umfahren der Züge eingerichtet. Von dort konnten die Waggons mittels einer Seilwinde, die Straße kreuzend, ins Gaswerk gezogen werden. Geplant war ein Gleisanschluss des Gaswerks bereits seit 1918, gebaut wurde er erst im Jahr 1949. Der Abbau erfolgte vermutlich nach der Stilllegung der Kohlevergasungsanlage Ende der 1960er Jahre vor der Verlängerung der Sendelbachstraße (heutige Universitätsstraße).
Über Gleisanschlüsse, die zwischen dem Haltepunkt Röhrensee und dem Bahnhof Bayreuth Altstadt abzweigten, wurden die BayWa, eine Kohlenhandlung und ein Sägewerk an der Justus-Liebig-Straße sowie die Lagerhäuser im Industriegebiet an der Otto-Hahn-Straße bedient. Einzelne wurden noch in den frühen 1990er Jahren sporadisch genutzt.
Am 26. Juni 1909 wurde nach knapp 1½-jähriger Bauzeit die Nebenbahn nach Thurnau in Betrieb genommen. Vom Hauptbahnhof bis zum Stadtteil Altstadt nutzte sie die vorhandene Infrastruktur der Hollfelder Bahn. Unmittelbar am nordwestlichen Ende des  entsprechend umgebauten Bahnhofs Bayreuth Altstadt zweigte sie nach Norden zum Bahnhof Herzoghöhe ab.
Kurz nach dem Bahnhof Altstadt hatten die beiden im Ortsteil Meyernberg gelegenen Ziegeleien einen gemeinsam genutzten Gleisanschluss. Der anschließende, im Jahr 1907 nachträglich eingerichtete Haltepunkt Fantaisie-Eckersdorf lag ebenfalls noch auf Bayreuther Stadtgebiet.
Von den folgenden Bahnhöfen besaßen Mistelgau, Plankenfels und Hollfeld größere, gemauerte Dienstgebäude. In den Bahnhöfen Mistelbach und Obernsees gab es nur kleine Agenturgebäude in Holzbauweise. Pittersdorf, Frankenhaag und Stechendorf-Welkendorf hatten Ladegleise und waren somit Haltestellen, die beiden ersten unbesetzt, in letzterer war ein Bahnagent tätig. Die übrigen Stationen waren einfache Haltepunkte. Der Endbahnhof Hollfeld wies drei durchgehende Gleise auf, dazu mehrere Stumpfgleise. Im Maschinenhaus, einem zweiständigen Lokomotivschuppen mit Wohngebäude, konnte das Zugpersonal übernachten. Es blieb, wie auch das Bahnhofs- und ein weiteres Nebengebäude, erhalten.

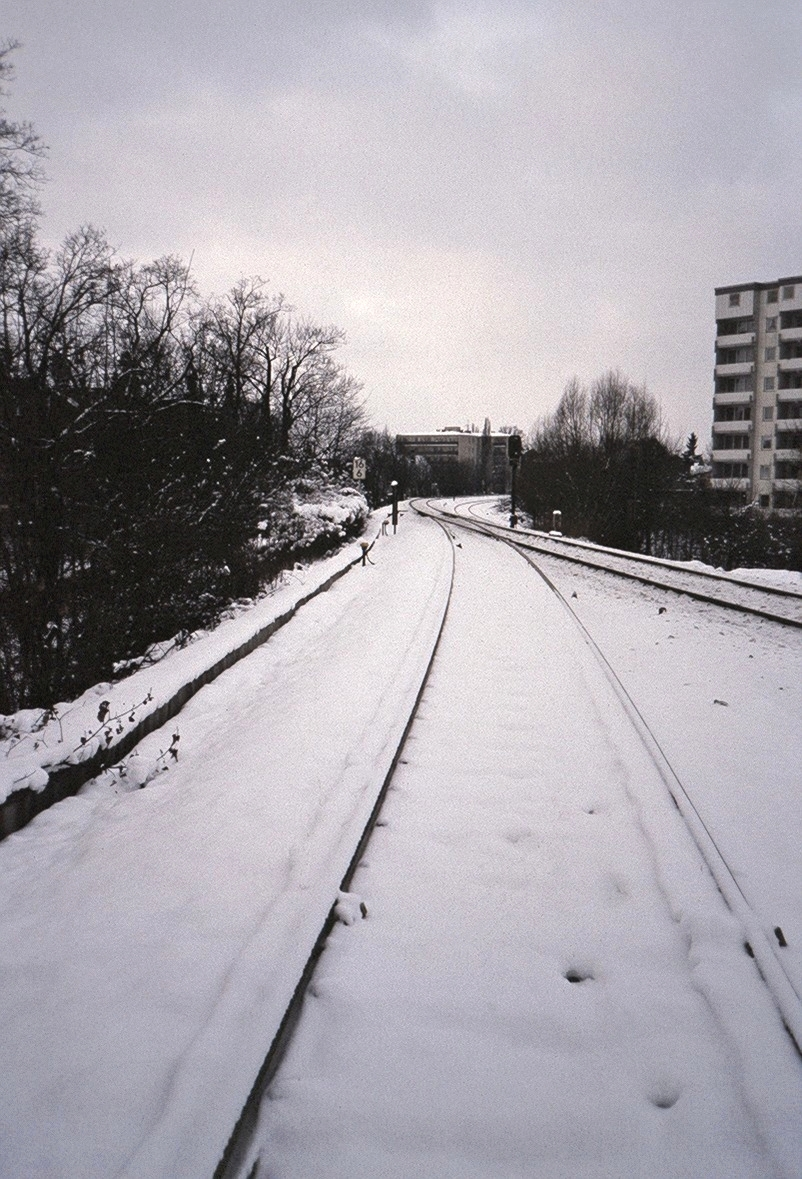
Abzweig Kreuzstein (Blick Richtung Hauptbahnhof, ganz rechts die Strecke nach Weiden), 1986
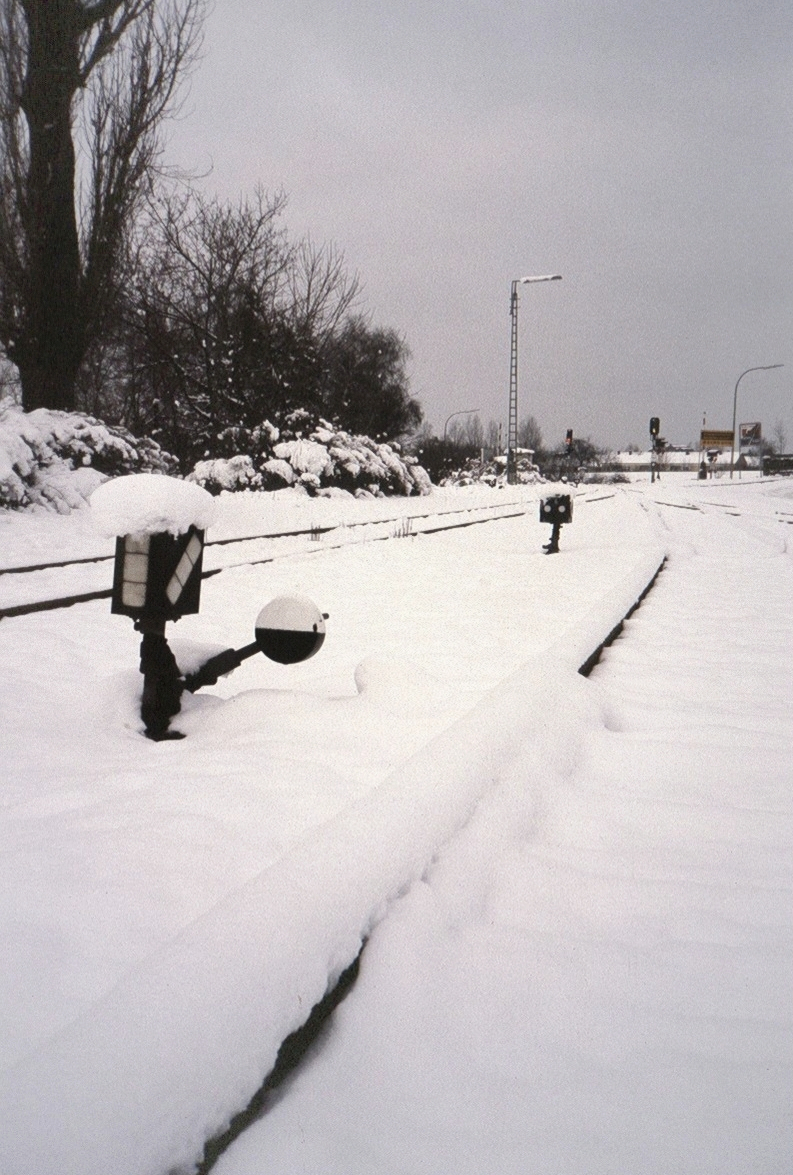
Bahnhof Kreuzstein, 1986
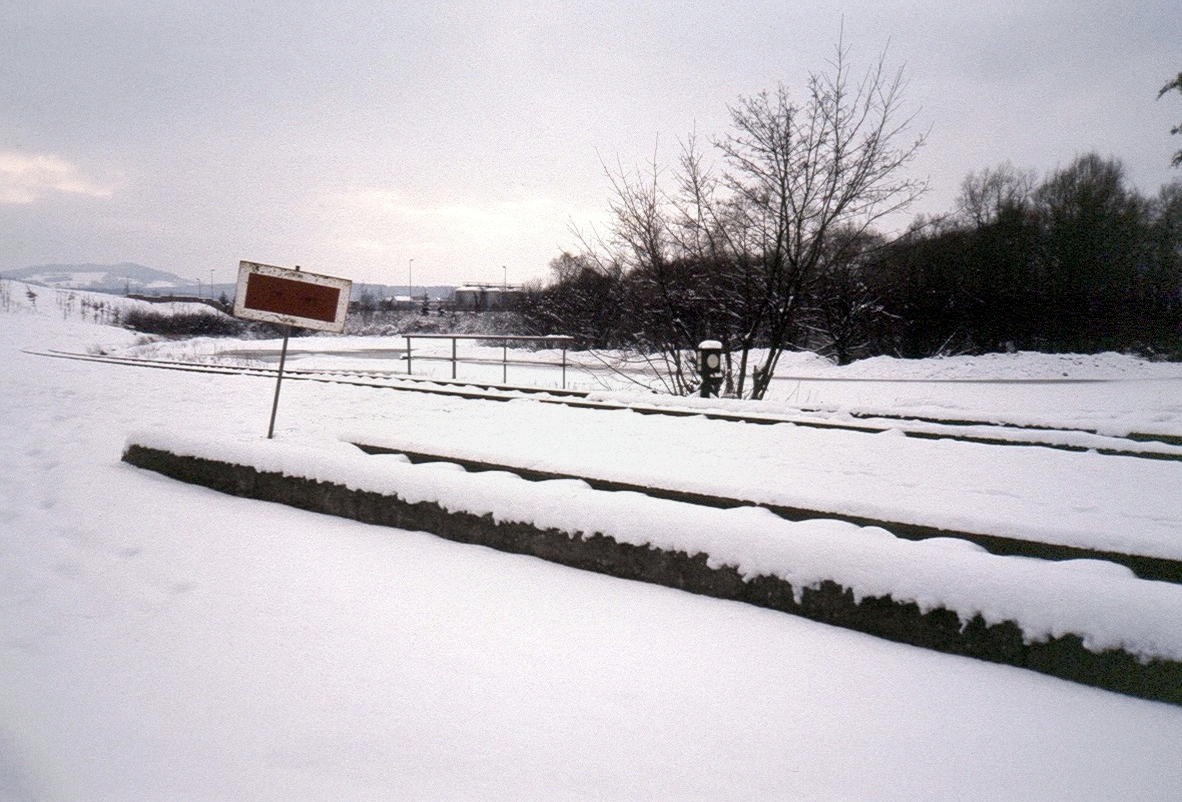
Bahnhof Kreuzstein vor dem Glasenweiher, 1986
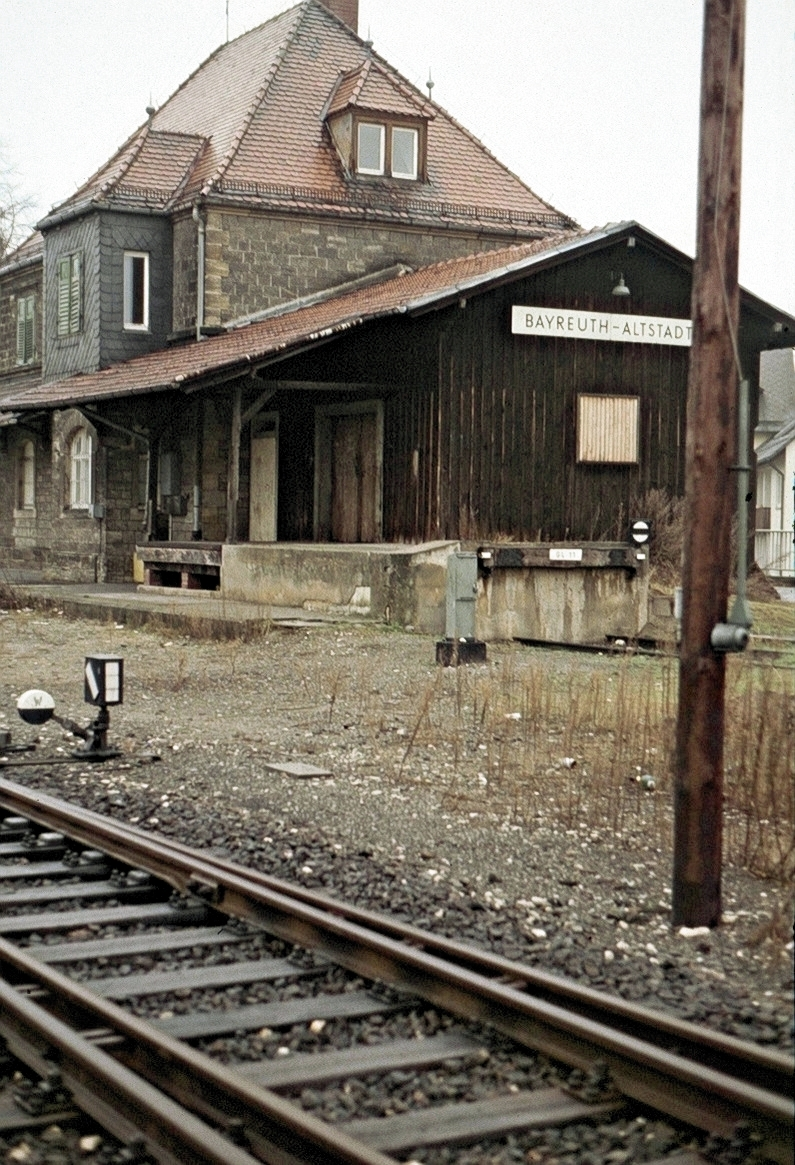
Bahnhof Altstadt mit Güterschuppen, 1987
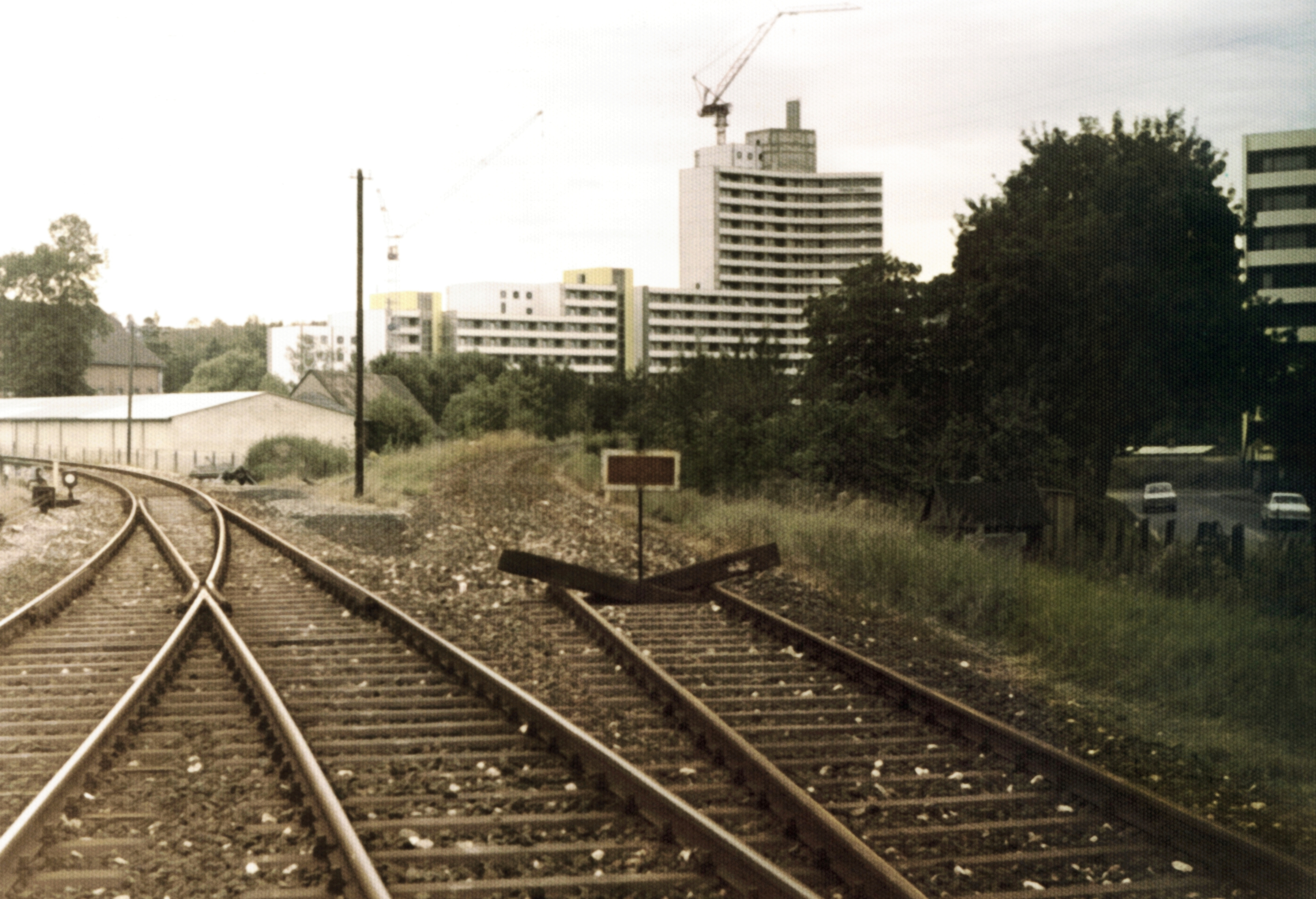
Verzweigung Bahnhof Altstadt: Hollfeld nach links, Thurnau nach rechts

## Stilllegung

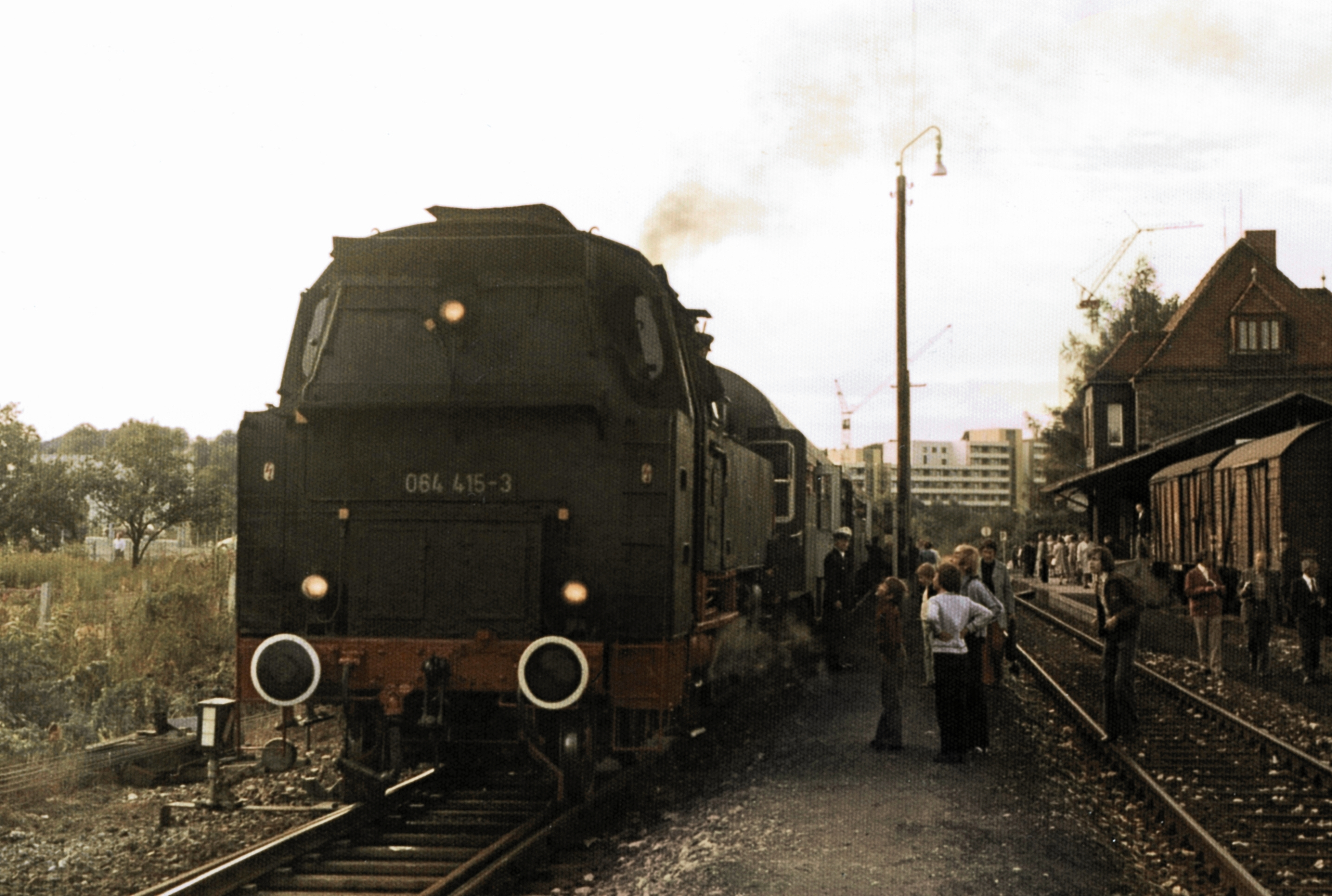
Letzter Personenzug im Bahnhof Bayreuth Altstadt, 28. September 1974

Edmondsonsche Fahrkarte für die Hin- und Rückfahrt aus dem Jahr 1974

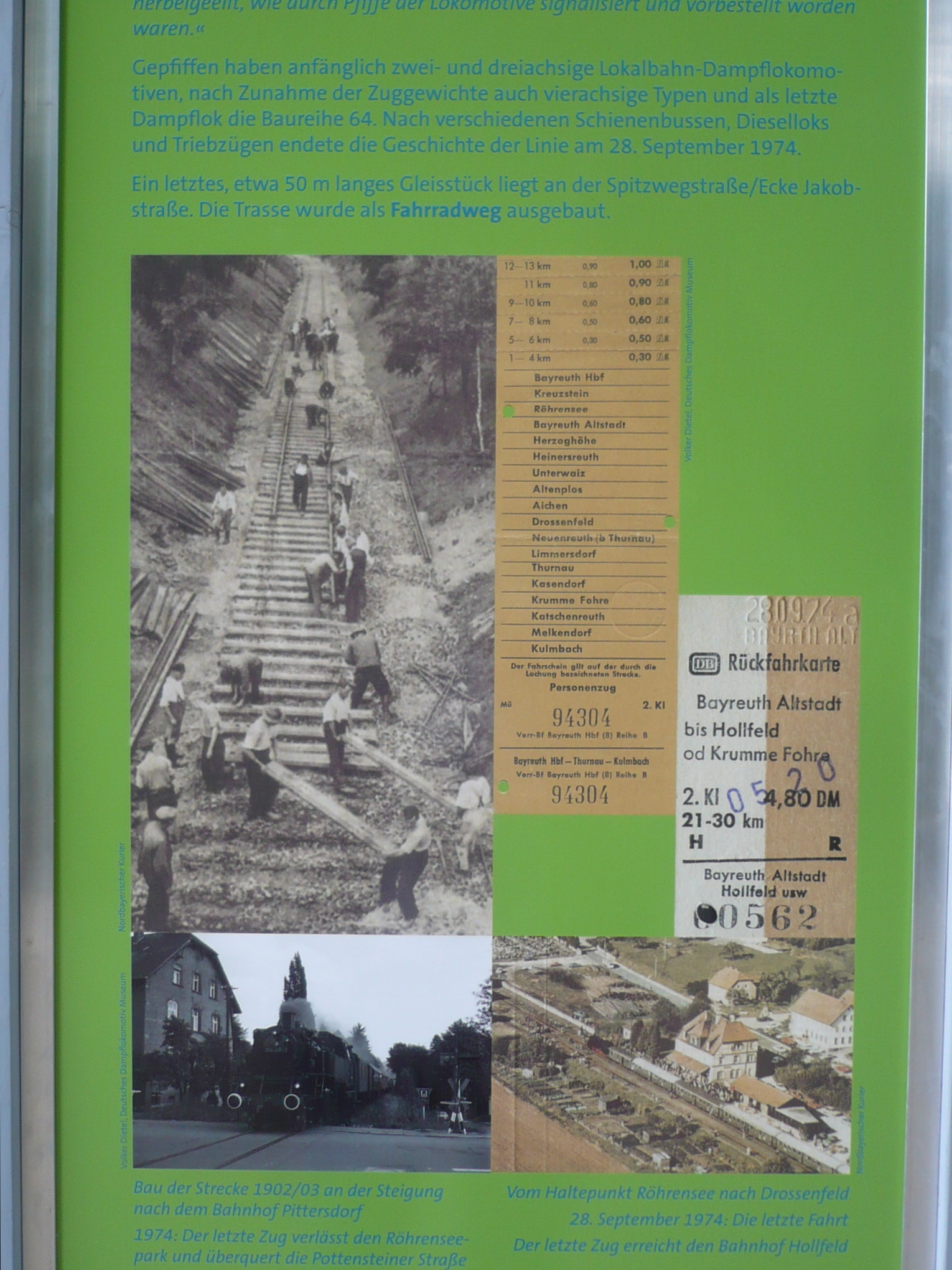
Infotafel an der Brücke über den Aubach

Die letzte Fahrt, eine Sonderfahrt mit einer Dampflokomotive der einst eingesetzten Baureihe 64, erfolgte am 28. September 1974 unter großem Zuspruch der Bevölkerung. Von der ursprünglich geplanten Fortführung des Betriebs im reinen Güterverkehr sah man ab, lediglich bis zum Bahnhof Bayreuth Altstadt blieb er noch 20 Jahre lang erhalten. Der Abbau der Gleise zwischen Bayreuth Altstadt und Hollfeld erfolgte sehr schnell, bis Obernsees wurde die Trasse zum Radweg umgebaut und Anfang der 2000er Jahre asphaltiert.
Zwischen Obernsees und Plankenfels wurde die Bahntrasse zum Ausbau und Begradigung der Staatsstraße St 2186 genutzt. Gleiches geschah bezüglich der Kreisstraße BT 1 zwischen Mistelgau und der Einmündung der Kreisstraße BT 2 südöstlich von Hardt (1 km südöstlich von Frankenhaag). Oberhalb vom Plankenfels kreuzt die neu erbaute Staatsstraße 2191 mehrmals die ehemalige Trasse, die zum Teil noch als Feldweg genutzt wird. Zwischen Stechendorf und Hollfeld besteht wieder ein asphaltierter Radweg.
Ende der 1980er Jahre, als die Universität Bayreuth umfassend erweitert wurde, wurde seitens der Stadtverwaltung die Einrichtung eines Haltepunkts „Universität“ erwogen. Er war unmittelbar östlich der Brücke über den Emil-Warburg-Weg angedacht, hätte sich gut mit den Bussen des öffentlichen Nahverkehrs verknüpfen lassen und zumindest den Erhalt der ersten 0,7 km der Strecke (ab Abzweig Kreuzstein) gesichert. 1995 unterzeichnete die Stadt Bayreuth einen Vertrag mit der DB über den Ankauf vom vorgenannten Abzweig bis zum Bahnhof Bayreuth Altstadt. Ein von ihr in Auftrag gegebenes Gutachten kam Ende 1996 jedoch zu dem Ergebnis, dass die Reaktivierung des Schienenpersonenverkehrs unwirtschaftlich sei. Zum projektierten Reisezugbetrieb kam es daher nicht mehr; stattdessen erfolgte der Umbau in einen Bahntrassenradweg, den der Bauausschuss der Stadt im Mai 1998 dem Stadtrat empfohlen hatte. Das Eisenbahn-Bundesamt hatte bereits am 9. März 1995 die dauernde Einstellung des Betriebes zwischen dem Abzweig Kreuzstein und Bayreuth Altstadt genehmigt.
Zuvor fanden bis 1994 gelegentlich Sonderfahrten statt, meist mit einem Triebzug der Baureihe 614, mindestens einmal auch mit der Baureihe VT 11.5. Am 31. Mai 1992 befuhr der Triebzug 614 023 die Strecke. Am 30. September 1994 löste die Deutsche Bahn den Gütertarifpunkt Bayreuth Altstadt auf. Der letzte Güterzug der DB verließ den Bahnhof am 14. Oktober 1994. Der letzte offizielle Reisezug verkehrte am 4. Juni 1995 zwischen Röhrensee und Bayreuth Hauptbahnhof, nachdem an diesem Tag ein Triebwagen der Baureihe 628 im Zweistundentakt zwischen Weidenberg und dem Haltepunkt Röhrensee gependelt hatte. Der letzte Waggon aus einer der Anschlussstellen wurde im Jahr 1998 von zwei Diesellokomotiven der DFS abgeholt.
Nur etwa 50 Meter Gleis sind im Bereich Altstadt quasi als Denkmal erhalten. Durch einen mittlerweile errichteten Neubau auf dem Gelände zwischen der ehemaligen Abzweigstelle Kreuzstein und der Nürnberger Straße hat man sich fortan jede Chance auf eine Wiederinbetriebnahme verbaut.

Relikte der abgebauten Bahnstrecke
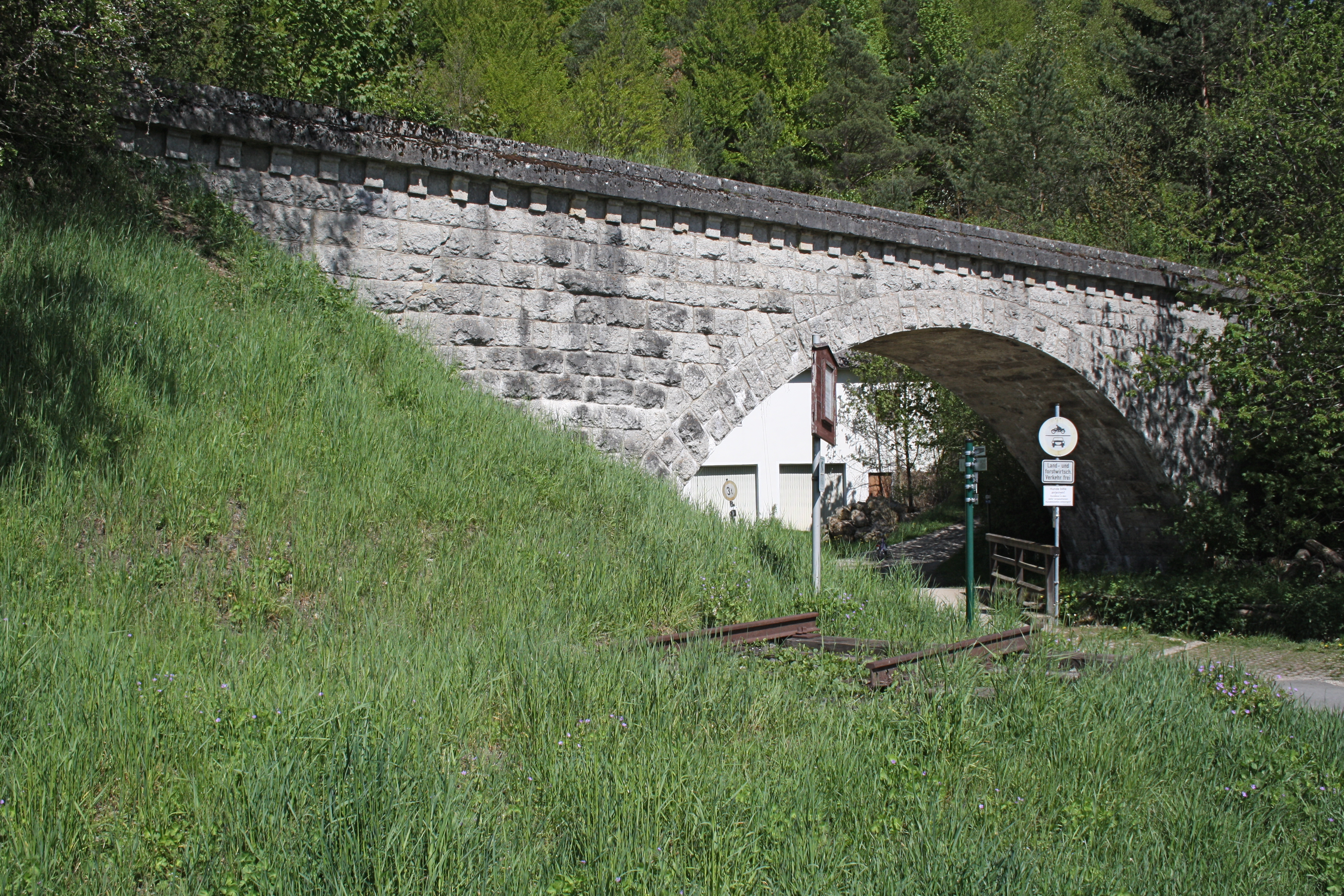
Bahnbrücke in Plankenfels
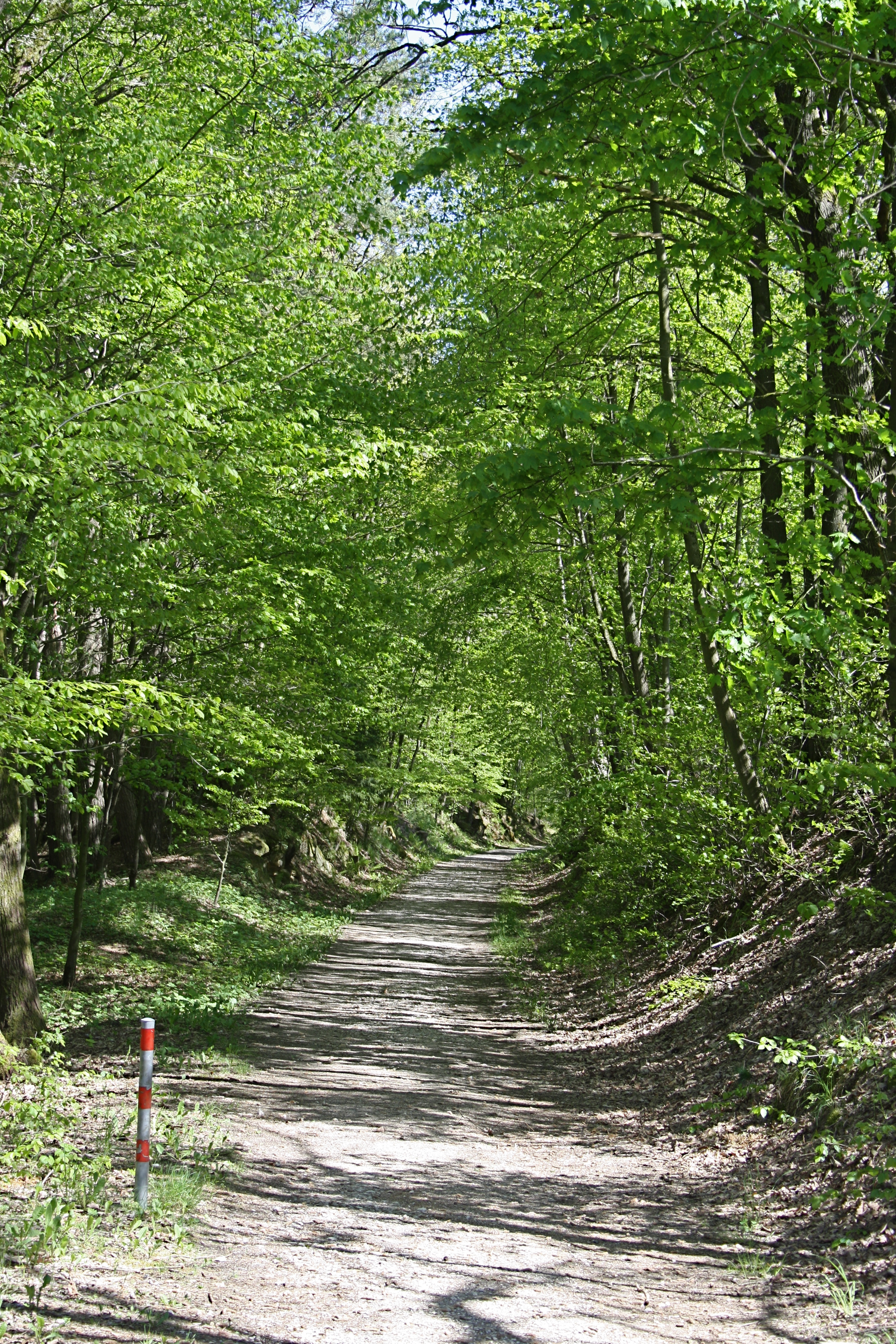
Ehemalige Trasse bei Wadendorf
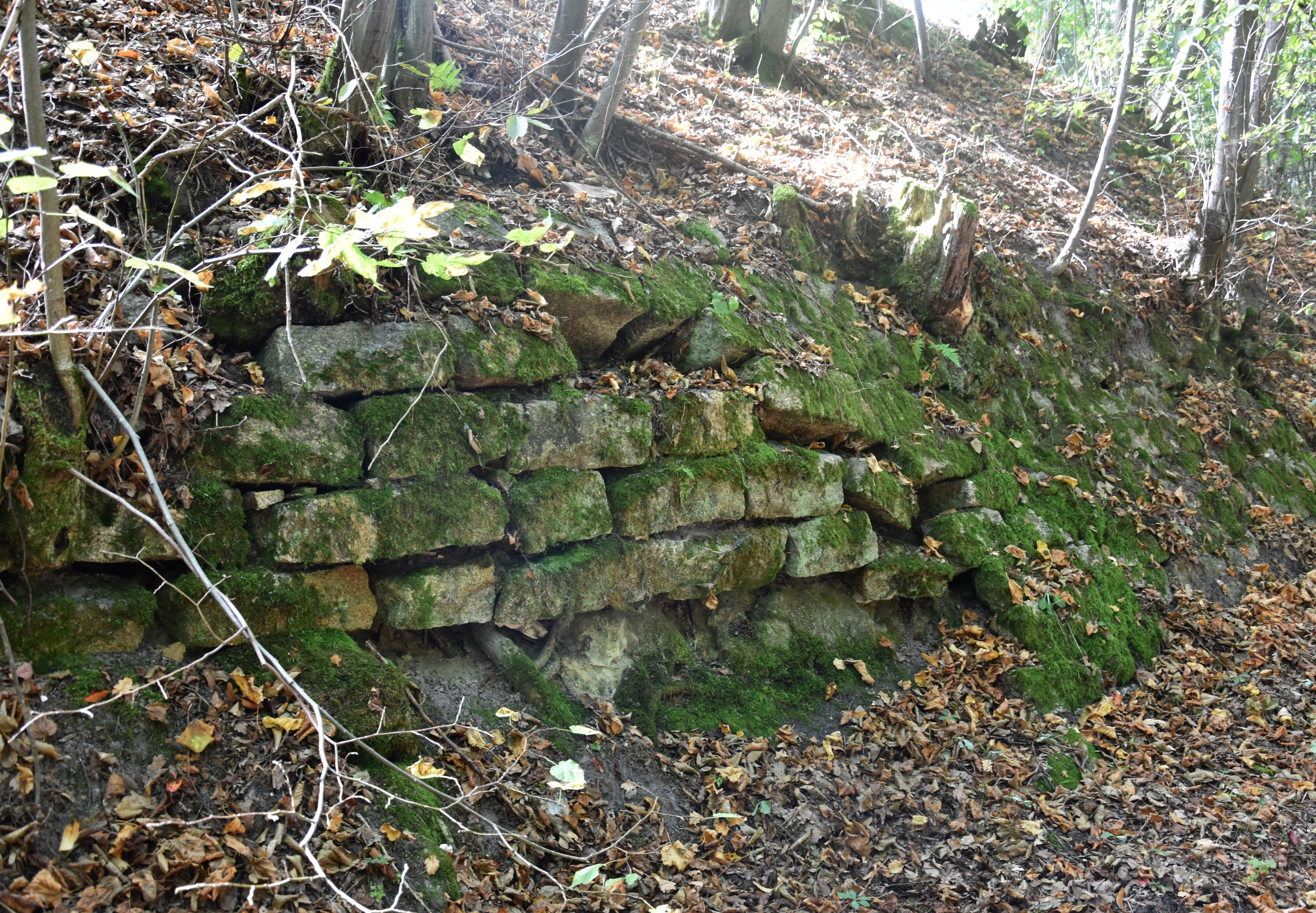
Stützmauer im Bereich der ehemaligen Trasse bei Wadendorf
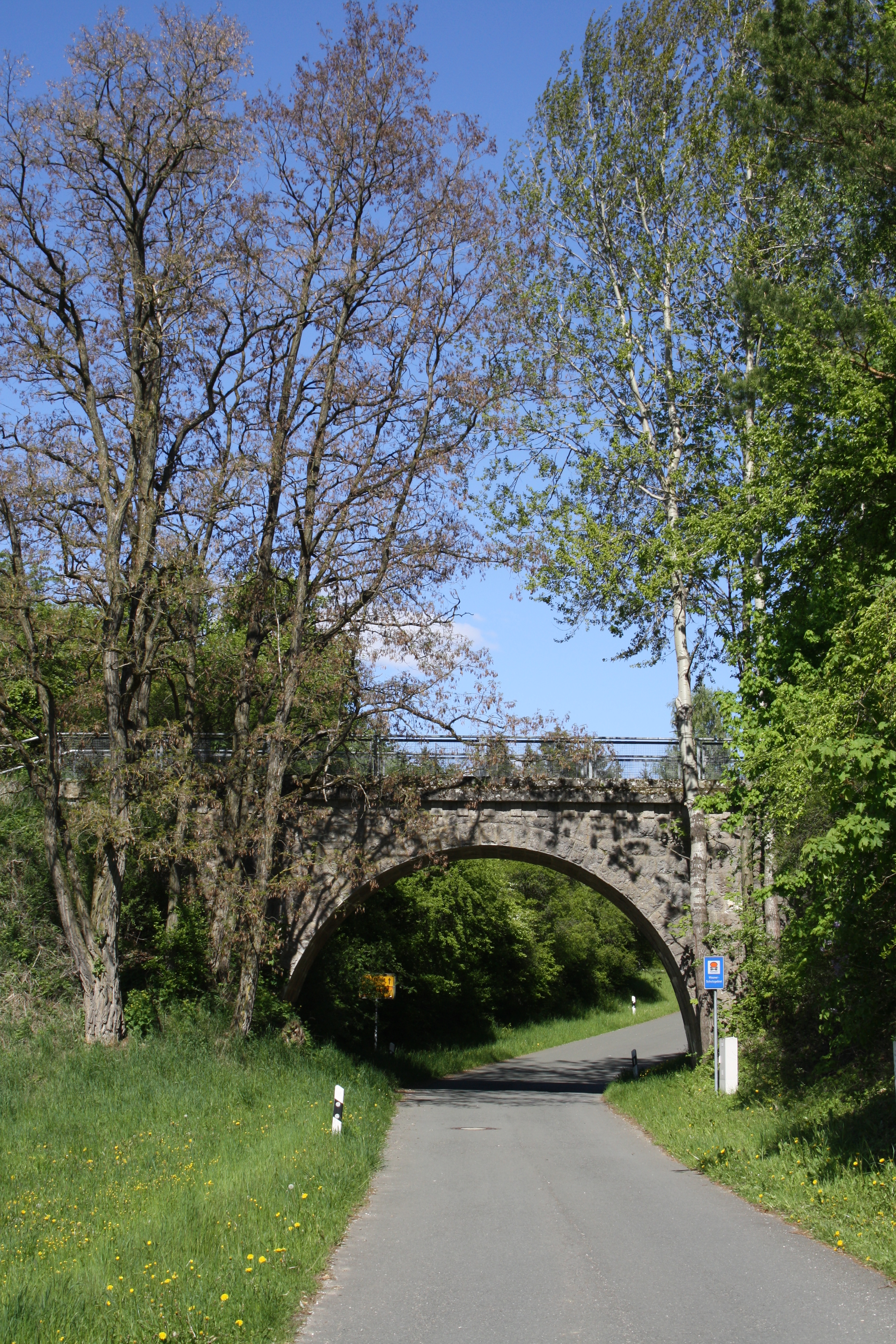
Bahnbrücke bei Moggendorf (Stadt Hollfeld)
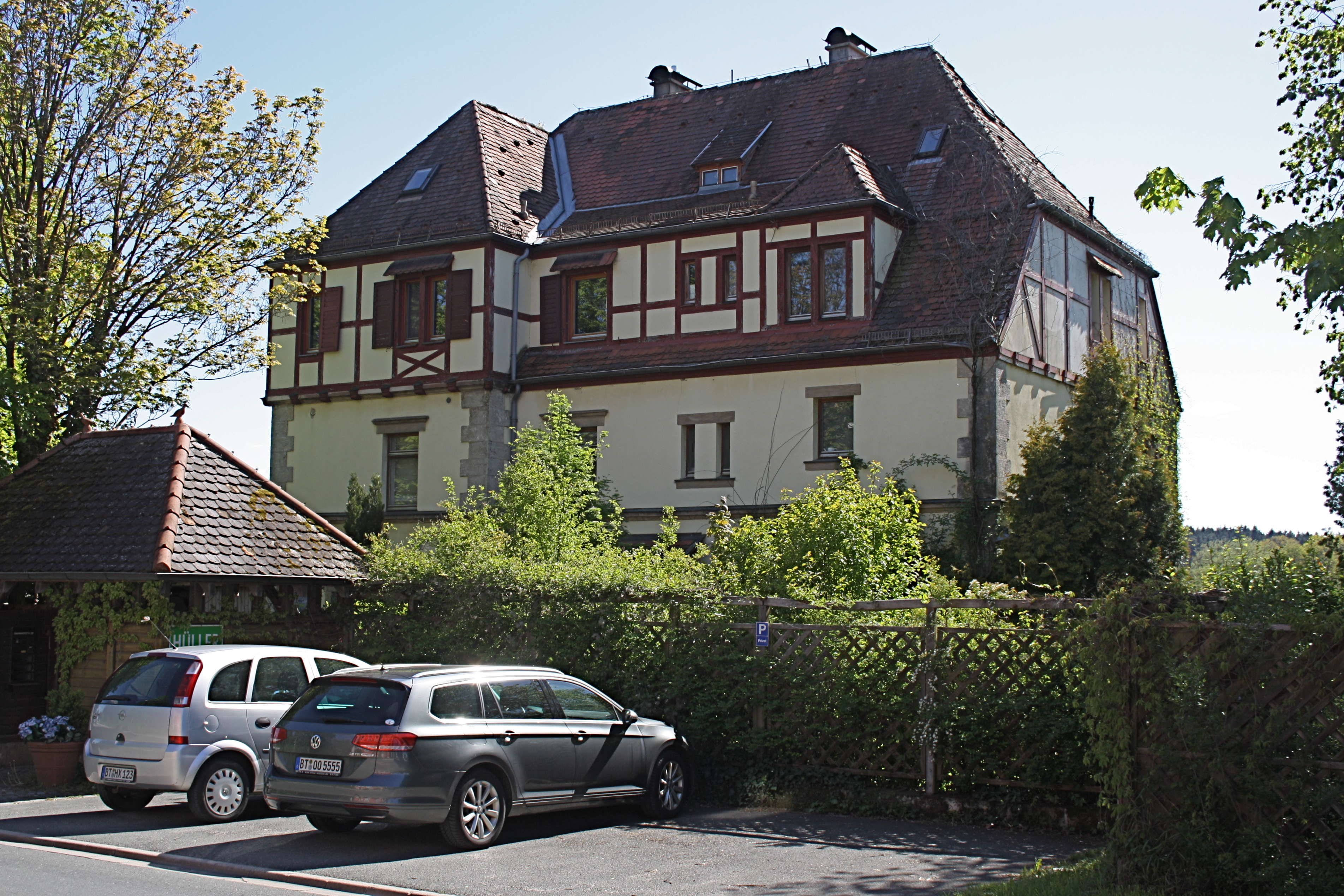
Erhaltenes Empfangsgebäude in Hollfeld
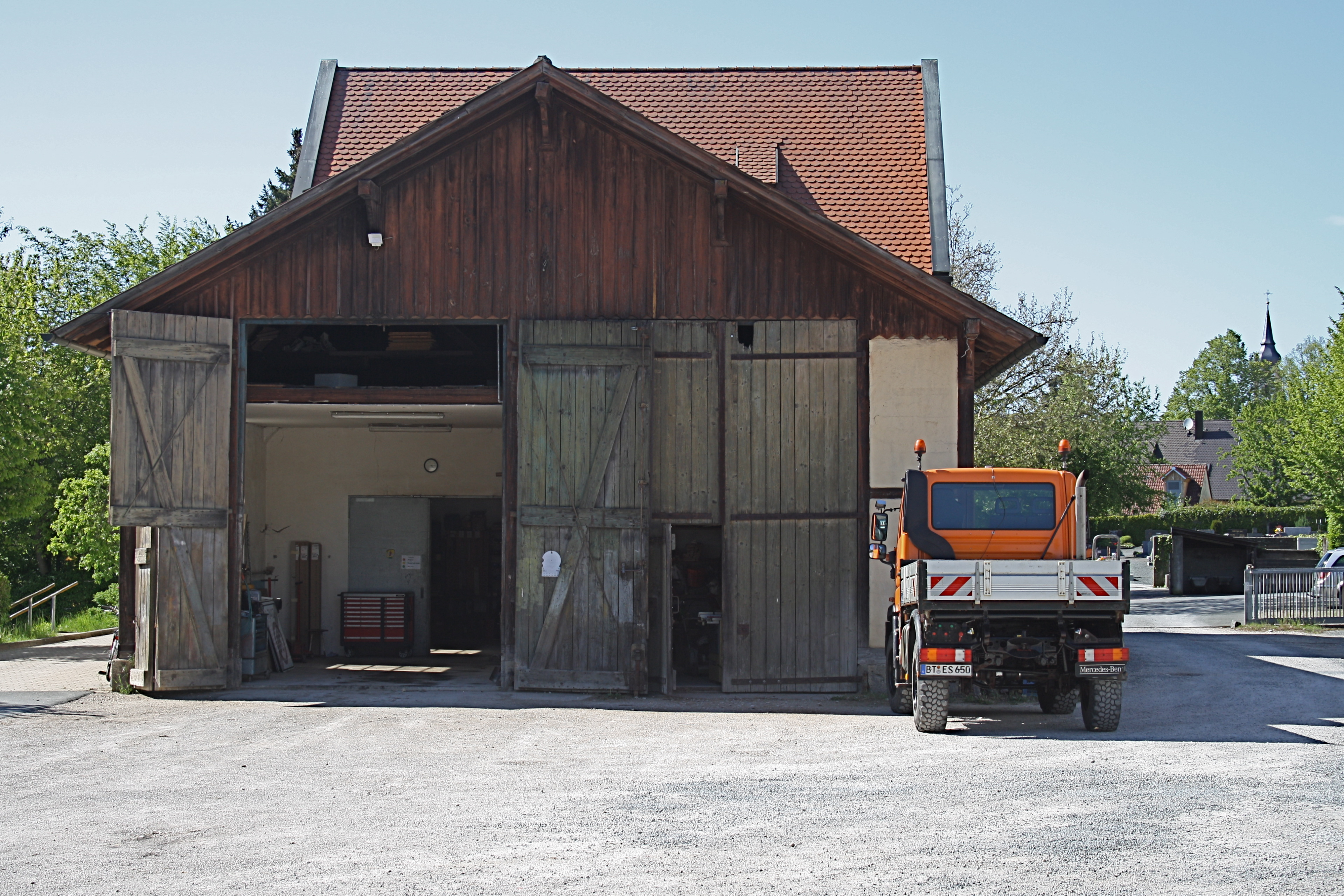
Gewerblich genutztes ehemaliges Maschinenhaus in Hollfeld

## Sonstiges und Kuriosa
Der Schriftsteller Hans Max von Aufseß erzählt: „Auf der Lokalbahnstrecke Bayreuth-Hollfeld gab es bei Mistelgau eine schiefe Ebene, auf der wir Schüler ausstiegen und gemütlich neben dem keuchenden und kriechenden Zügchen einherliefen. Wenn auf der gleichen Strecke die überanstrengte Lokomotive zum Wasserfassen in Obernsees einlief, waren auch die Passagiere durstig geworden. Nach einer Vereinbarung mit dem Zugführer konnte man aber seine Bierwünsche anmelden. Von der etwa 200 Meter vom Bahnhof entfernten Gastwirtschaft kam eine Kellnerin mit genauso viel Seideln herbeigeeilt, wie durch Pfiffe der Lokomotive signalisiert und vorbestellt worden waren.“
Am 27. Mai 1961 blockierten die Lokomotivführer mit ihrem Zug in Treppendorf einen Bahnübergang, den eine Hochzeitsgesellschaft passieren musste. Sie gaben ihn erst frei, nachdem die Jungvermählten – die Braut entstammte der Hollfelder Bahnhofswirtschaft – den Wegezoll entrichtet hatte.